# Свјетско првенство у фудбалу 2018 — распоред утакмица
Распоред на Свјетском првенству 2018 утврђен је правилима кровне фудбалске организације — ФИФА. Свјетско првенство 2018 почело је 14. јуна 2018 и трајало је до 15. јула 2018, када је играно финале. Првог дана, 14. јуна, играна је само једна утакмица, док је осталих дана трајања групне фазе играно по три утакмице; изузев последња четири дана, од 25 до 28 јуна, када су игране по четири утакмице задњег кола.
Завршни дио или нокаут фаза стартовала је 30. јуна утакмицама осмине финала. У осмини финала игране су по двије утакмице дневно. По двије утакмице четвртфинала игране су 6. и 7. јула, док је полуфинале играно 10. и 11. јула.
Утакмица за треће мјесто играна је 14. јула у 15:00, док је финале играно 15. јула у 16:00, на стадиону Лужњики, који је изабран на састанку извршног комитета ФИФА, одржаног 14. децембра 2012, у Токију.

## Распоред

### Групна фаза
У табели је приказан распоред одигравања утакмица у групној фази.
Сва наведена времена су по Средњоевропском времену, Које се користи у Србији, Црној Гори и региону.
| Датум   | Вријеме | Ривали                      | Група |
| ------- | ------- | --------------------------- | ----- |
| 14. јун | 16:00   | Русија — Саудијска Арабија  | A     |
| 15. јун | 13:00   | Египат — Уругвај            | A     |
| 15. јун | 16:00   | Мароко — Иран               | Б     |
| 15. јун | 19:00   | Португалија — Шпанија       | Б     |
| 16. јун | 11:00   | Француска — Аустралија      | Ц     |
| 16. јун | 14:00   | Аргентина — Исланд          | Д     |
| 16. јун | 17:00   | Перу — Данска               | Ц     |
| 16. јун | 20:00   | Хрватска — Нигерија         | Д     |
| 17. јун | 13:00   | Костарика — Србија          | Е     |
| 17. јун | 16:00   | Немачка — Мексико           | Ф     |
| 17. јун | 19:00   | Бразил — Швајцарска         | Е     |
| 18. јун | 13:00   | Шведска — Јужна Кореја      | Ф     |
| 18. јун | 16:00   | Белгија — Панама            | Г     |
| 18. јун | 19:00   | Тунис — Енглеска            | Г     |
| 19. јун | 13:00   | Пољска — Сенегал            | Х     |
| 19. јун | 16:00   | Колумбија — Јапан           | Х     |
| 19. јун | 19:00   | Русија — Египат             | A     |
| 20. јун | 13:00   | Португалија — Мароко        | A     |
| 20. јун | 16:00   | Уругвај — Саудијска Арабија | Б     |
| 20. јун | 19:00   | Иран — Шпанија              | Б     |
| 21. јун | 13:00   | Данска — Аустралија         | Ц     |
| 21. јун | 16:00   | Француска — Перу            | Ц     |
| 21. јун | 19:00   | Аргентина — Хрватска        | Д     |
| 22. јун | 13:00   | Бразил — Костарика          | Е     |
| 22. јун | 16:00   | Нигерија — Исланд           | Д     |
| 22. јун | 19:00   | Србија — Швајцарска         | Е     |
| 23. јун | 13:00   | Белгија — Тунис             | Г     |
| 23. јун | 16:00   | Јужна Кореја — Мексико      | Ф     |
| 23. јун | 19:00   | Немачка — Шведска           | Ф     |
| 24. јун | 13:00   | Енглеска — Панама           | Г     |
| 24. јун | 16:00   | Јапан — Сенегал             | Х     |
| 24. јун | 19:00   | Пољска — Колумбија          | Х     |
| 25. јун | 15:00   | Уругвај — Русија            | A     |
| 25. јун | 15:00   | Саудијска Арабија — Египат  | A     |
| 25. јун | 19:00   | Иран — Португалија          | Б     |
| 25. јун | 19:00   | Шпанија — Мароко            | Б     |
| 26. јун | 15:00   | Данска — Француска          | Ц     |
| 26. јун | 15:00   | Аустралија — Перу           | Ц     |
| 26. јун | 19:00   | Нигерија — Аргентина        | Д     |
| 26. јун | 19:00   | Исланд — Хрватска           | Д     |
| 27. јун | 15:00   | Јужна Кореја — Немачка      | Ф     |
| 27. јун | 15:00   | Мексико — Шведска           | Ф     |
| 27. јун | 19:00   | Србија — Бразил             | Е     |
| 27. јун | 19:00   | Швајцарска — Костарика      | Е     |
| 28. јун | 15:00   | Колумбија — Сенегал         | Х     |
| 28. јун | 15:00   | Јапан — Пољска              | Х     |
| 28. јун | 19:00   | Енглеска — Белгија          | Г     |
| 28. јун | 19:00   | Панама — Тунис              | Г     |

### Осмина финала
У табели је приказан распоред одигравања утакмица у осмини финала.
Сва наведена времена су по Средњоевропском времену, Које се користи у Србији, Црној Гори и региону.
| Датум   | Вријеме | Ривали                |
| ------- | ------- | --------------------- |
| 30. јун | 15:00   | Француска — Аргентина |
| 30. јун | 19:00   | Уругвај — Португалија |
| 1. јул  | 15:00   | Шпанија — Русија      |
| 1. јул  | 19:00   | Хрватска — Данска     |
| 2. јул  | 15:00   | Бразил — Мексико      |
| 2. јул  | 19:00   | Белгија — Јапан       |
| 3. јул  | 15:00   | Шведска — Швајцарска  |
| 3. јул  | 19:00   | Колумбија — Енглеска  |

### Четвртфинале
У табели је приказан распоред одигравања утакмица у четвртфиналу.
Сва наведена времена су по Средњоевропском времену, Које се користи у Србији, Црној Гори и региону.
| Датум  | Вријеме | Ривали              |
| ------ | ------- | ------------------- |
| 6.јул  | 15:00   | Уругвај — Француска |
| 6.јул  | 19:00   | Бразил — Белгија    |
| 7. јул | 15:00   | Шведска — Енглеска  |
| 7. јул | 19:00   | Русија — Хрватска   |

### Полуфинале
У табели је приказан распоред одигравања утакмица у полуфиналу.
Сва наведена времена су по Средњоевропском времену, Које се користи у Србији, Црној Гори и региону.
| Датум   | Вријеме | Ривали              |
| ------- | ------- | ------------------- |
| 10. јул | 19:00   | Француска — Белгија |
| 11. јул | 19:00   | Хрватска — Енглеска |

### Утакмица за треће мјесто
Утакмица за треће мјесто биће одиграна 14. јула 2018, у 16:00 по средњоевропском времену.
| Датум   | Вријеме | Ривали             |
| ------- | ------- | ------------------ |
| 14. јул | 16:00   | Белгија — Енглеска |

### Финале
Финална утакмица биће одиграна 15. јула 2018, у 17:00 по средњоевропском времену.
| Датум   | Вријеме | Ривали               |
| ------- | ------- | -------------------- |
| 15. јул | 17:00   | Француска — Хрватска |